# Walther Björkman
Johannes Walther Oscar Emanuel Björkman, född 19 juni 1896 i Lübeck, död 24 november 1996, var en tysk-svensk orientalist.
Björkman, som var son till professor Viktor Björkman och Marie Schlikau, avlade studentexamen i Lübeck 1915, blev filosofie doktor vid Kiels universitet 1919, privatdocent vid Hamburgs universitet 1927, professor i arabiska vid Berlins universitet 1929, i turkiska vid Breslau universitet 1944–1945, i arabiska och persiska vid Ankara universitet 1953–1959, docent i turkiska vid Uppsala universitet 1951–1953 och från 1959. Han skrev bland annat Ofen zur Türkenzeit (1920) och Beiträge zur Geschichte der Staatskanzlei im islamischen Ägypten (1928). Björkman är gravsatt på Hammarby kyrkogård.